# Jeřáb soutěskový
Jeřáb soutěskový (Sorbus portae-bohemicae) je opadavý listnatý strom vysoký až 7 m, který někdy vyrůstá i jako keř. Byl pojmenován po místě svého růstu, po kaňonovitém údolí řeky Labe nazývaném Česká brána, (latinsky Porta Bohemica), kterou řeka vstupuje do Českého středohoří. Je endemitem severozápadních Čech. Tento nový druh byl odlišen při kontrole areálu jeřábu českého (Sorbus bohemica Kovanda), popsaném v roce 1961. Jeřáb soutěskový je ustálený hybridogenní apomiktický druh, jenž je součásti agregátu jeřábu širolistého (Sorbus latifolia agg.) a vznikl křížením jeřábu dunajského (Sorbus danubialis) s jeřábem břekem (Sorbus torminalis).

## Rozšíření
Jak výše uvedeno, tento druh byl zjištěn v roce 2009 na jediném nevelkém stanovišti, kde rostla populace čtrnácti jedinců rozdílného věku v nadmořské výšce 220 m n. m. Stanoviště se nachází na levém břehu Labe (v soutěsce Porta Bohemica) v Českém středohoří mezi obcemi Velké Žernoseky a Libochovany. Později byla zjištěna další lokalita v nedalekém Oparenském údolí u vrchu Lovoš. Celkem je známo asi třicet prosperujících jedinců.

## Ekologie
Místo výskytu je v poměrně teplém a středně vlhkém klimatu, průměrná roční teplota tam bývá okolo 8 až 9 °C a roční dešťové srážky činí 550 až 600 mm. Dřevina je fanerofyt, rostoucí v otevřených doubravách, suťových lesích i na svazích skalních výchozů. Kvete v červnu, opylujícímu hmyzu nabízí pyl i nektar. Je triploidní druh s počtem chromozomů 2n = 51.

## Popis
Jeřáb soutěskový je strom až 7 m vysoký s obvodem kmene do 70 cm, někdy vyrůstá jako keř. Jeho kůra je šedá až tmavě šedá, v mládí hladká, ve starším věku je kmen u spodu pokryt podélným trhlinami dlouhými až 10 mm a lenticelami širokými do 5 mm. Z kmene vyrůstají šedohnědé větve, nejčastěji pod úhlem 30 až 40°. Mladé větvičky jsou hnědé, zprvu plstnaté, později lysé a jsou pokryté četnými světlejšími lenticelami. Pupeny bývají úzce vejčité, dlouhé od 7 do 14 mm, široké od 3 do 6 mm a jsou chráněné zelenými šupinami s hnědými okraji.
Listy s palisty jsou řapíkaté, celistvé a vyrůstají střídavě. Jejich čepele jsou ploché, široce elipsovité až široce vejčité, na svrchní straně lysé a světle až tmavě zelené, na spodní rovnoměrně plstnaté a žlutavě zelené. Mají tvar široce klínovitý, u báze jsou zaoblené a se trojúhelníkovitě špičatým vrcholem, obvykle jsou dlouhé 8,6 až 9,7 cm a široké 5,9 až 6,8 cm, nejširší bývají přibližně v polovině délky a po obvodě mají mělké laloky s ostře zašpičatělými zuby. Čepele se zpeřenou žilnatinou mívají po každé straně deset až třináct žilek zakončených větším ostrým zubem, ostatní zuby jsou menší.
Květenství je hustá, vypouklá chocholičnatá lata s plstnatými rameny, obsahuje obvykle dvaadvacet až třicet bílých, oboupohlavných, pětičetných, vonných květů velkých 5 až 6 cm. Kališní lístky dlouhé 3,2 až 3,8 mm a široké 2,2 až 2,5 mm jsou trojúhelníkovité, na vrcholu zahrocené, oboustranně plstnaté, vztyčené a perzistentní. Korunní lístky jsou bělavé, dlouhé 6,7 až 7,4 mm a široké 4,8 až 5,2 mm, vejčité až široce eliptické, vypouklé, u báze řídce chlupaté a s krátkým drápkem. V květu bývá okolo dvaceti tyčinek s bělavými nitkami nesoucí prašníky zpočátku růžové a ve zralosti pylu žluté. Semeník je polospodní, pestík má dvě čnělky se zelenkavými, plochými bliznami. Květy jsou protogynické, blizny dospívají dříve, než uzrává pyl, plody se však vytvářejí převážně apomikticky.
Plod je asi 1,5 cm velká, vejčitá nebo eliptická (šišatá), ve zralosti oranžově červená malvice s okrovými tečkami na lesklém exokarpu a svazečkem suchých kališních lístků na vrcholu. Obsahuje několik chlupatých semen. Malvice jsou pro lidi nechutné, v zimním období je zobou ptáci a pak roznášejí semena po okolí, přirozeně tak dřevinu rozmnožují.

## Ohrožení
Jeřáb soutěskový je nejvíce ohrožen likvidací svého hlavního biotopu, kterým jsou světlé listnaté lesy, jež se vyvinuly jako následek historického managementu místní krajiny. Byl proto Agenturou ochrany přírody a krajiny ČR, s přihlédnutím k malému počtu známých jedinců, v „Červeném seznamu ohrožených druhů České republiky“ zařazen do kategorie kriticky ohrožených druhů (C1). Stejně je hodnocen i Mezinárodním svazem ochrany přírody IUCN.